# Oude Brug (Amsterdam)

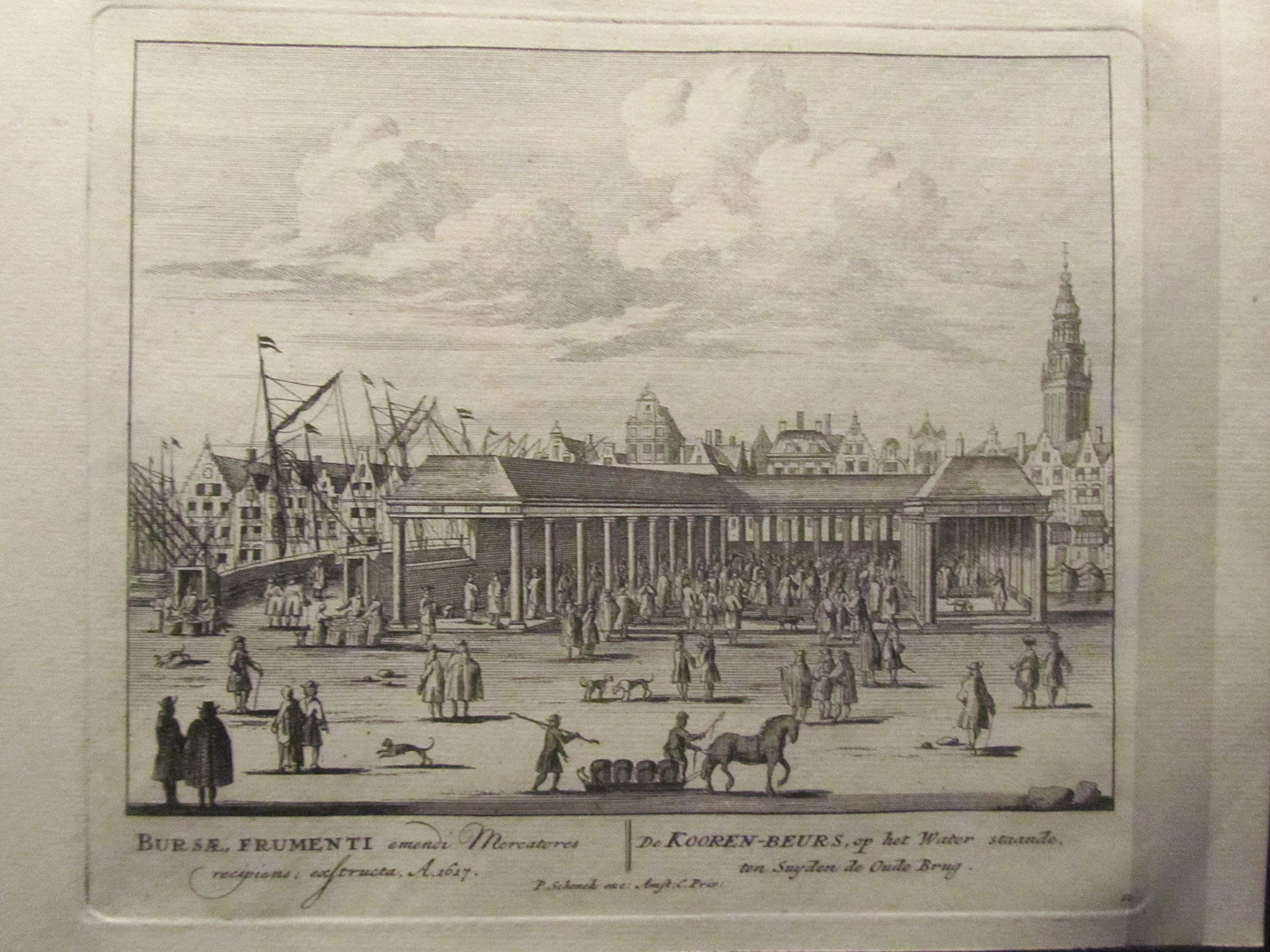
Afbeelding van de Korenbeurs uit ca. 1732. Links is de Oude Brug te zien.

De Oude Brug of Oudebrug (brug 47) was de eerste brug van Amsterdam. De brug overspande het Damrak, ter hoogte van de huidige Oudebrugsteeg, die loopt van het Damrak tot de Warmoesstraat). De eind 19e eeuw gesloopte brug is bewaard gebleven in de kade die langs de noordzijde van de Beurs van Berlage loopt en het natte en droge Damrak van elkaar scheidt.

## Geschiedenis
De brug dateerde uit het begin van de 14e eeuw en was oorspronkelijk van hout. De brug verbond de Warmoesstraat aan de Oudezijde van het Damrak met de Nieuwendijk aan Nieuwezijde. Naast de brugfunctie diende de Oude Brug ook ter verdediging van het Damrak, de middeleeuwse haven van Amsterdam.
De Oude Brug werd de middelste van drie bruggen over het Damrak.
Na 1342 werd een tweede houten brug over het Damrak gebouwd, de Nieuwe Brug of Nieuwebrug, die bij de monding aan het IJ lag. Deze Nieuwe Brug bestaat nog als Brug 303 en maakt deel uit van de Prins Hendrikkade.
De derde brug was de Papenbrug (in 1475 voor het eerst genoemd), die dichter bij de Dam lag, ter hoogte van de huidige Papenbrugsteeg (tussen Beursplein en Warmoesstraat).
Rond de Oude Brug kwam tijdens de Gouden Eeuw een aantal gebouwen voor de bloeiende handel in onder meer graan, waardoor Amsterdam zich tot de stapelplaats van Europa had ontwikkeld. Aan Nieuwezijde werd in 1617 bij de Oude Brug de Korenbeurs gebouwd (afgebroken in 1884) voor de handel in graan. Aan Oudezijde werd in 1637/1638 het nog bestaande Accijnshuis gebouwd, ter vervanging van het Stads-Excijns-Huis op dezelfde plek. Hier werden invoerrechten betaald op handelswaar als graan, bier, turf en kolen. Ook stond bij de brug een houten huisje voor de korenmeters, in 1620 vervangen door een nieuw gildehuis, het nog bestaande Korenmetershuisje aan de Nieuwezijds Kolk.
Van de 17e tot de 19e eeuw kwamen er veel seizoenarbeiders uit Westfalen naar Nederland. Een groot deel van deze Duitse seizoenarbeiders reisde per schip naar Amsterdam. De schepen meerden af bij de Oude Brug, die hierdoor de bijnaam "moffenbeurs" kreeg.
De Oude Brug werd gesloopt bij de demping van het deel van het Damrak tussen de Papenbrugsteeg en de Oude Brug in 1883.